# Mile High Stadium

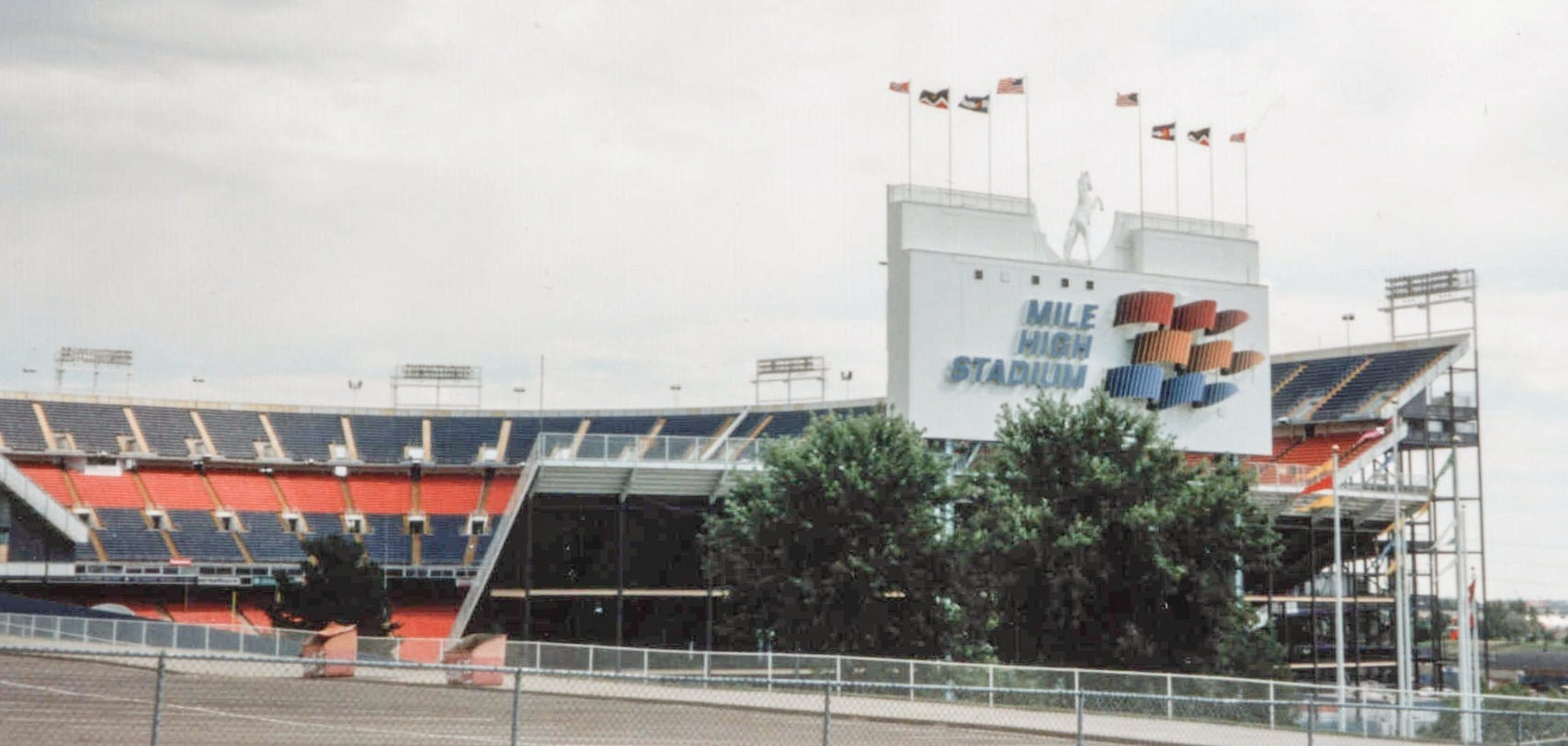
Mile High Stadium

Das Mile High Stadium (bis 1968 Bears Stadium) war eine Sportstätte in Denver, Colorado, in der Baseball, Fußball und American Football gespielt wurde. Es wurde erbaut im Jahr 1948 und stand bis 2001.
Beheimatet waren hier
- die Denver Broncos aus der NFL zwischen 1960 und 2001
- die Colorado Rockies aus der National League zwischen 1993 und 1994
- die Colorado Rapids aus der Major League Soccer zwischen 1996 und 2001
- die Denver Gold aus der USFL zwischen 1983 und 1985
- die Denver Bears
- die Denver Zephyrs

Das Mile High Stadium wurde ursprünglich gebaute als Bears Stadium für Minor League Baseball und hatte damals lediglich 17.000 Sitzplätze.
In den späten 1950ern folgten Erweiterungsmaßnahmen, die die Kapazität erst auf 23.100, dann auf 34.657 Plätze vergrößerten. Die Broncos nahmen 1961 den Spielbetrieb auf und konnten sich über hervorragende Zuschauerzahlen freuen, so dass 1968 ein Oberrang gebaut und so die Kapazität auf gut 50.000 Zuschauer erhöht wurde. 
Zwischen 1975 und 1977 wurde das Stadion erneut erweitert, was schließlich zu einer Sitzplatzzahl von 76.123 führte. 
In den Jahren 1993 und 1994 begannen die neu gegründeten Colorado Rockies mit dem Spielbetrieb im Mile High Stadium, in den beiden Jahren hatten die Rockies den besten Zuschauerschnitt in der Major League, mit 4.483.350 Zuschauern in der Saison 1993 weisen sie den besten Besuch aller Zeiten im Baseball auf. Die Rockies konnten 1995 mit dem Coors Field ihr eigenes, reines Baseball Stadion, beziehen.
Um das Stadion sowohl für Baseball als auch für Football zu nutzen, war die Ostseite des Stadions beweglich, die riesige, dreistöckige Tribüne wurde hydraulisch verschoben und wog rund 4.000 Tonnen.   
Das Mile High Stadium wurde im Jahr 2001 abgerissen, nachdem die Denver Broncos ins benachbarte Invesco Field at Mile High umgezogen waren. Auf der nun freien Fläche entstanden Parkplätze für das neue Invesco Field.